# Mordellistena trimaculata
Mordellistena trimaculata là một loài bọ cánh cứng trong họ Mordellidae. Loài này được Mulsant miêu tả khoa học năm 1863.